# 科濟里夫
49°6′16″N 36°11′58″E / 49.10444°N 36.19944°E
科濟里夫（烏克蘭語：Козирів），是烏克蘭東部的村莊，隸屬哈爾科夫州的別列斯京區。該村始建於1875年，面積0.31平方公里，海拔高度136米，2001年人口72，人口密度每平方公里232.3人。